# Aranui
Pour les articles homonymes, voir Aranui (homonymie).
Aranui (que l’on peut approximativement traduire par « route hauturière ») est une classe de navires de la Compagnie Polynésienne de Transport Maritime (CPTM) qui ont assuré, assurent et assureront la liaison entre Papeete (Tahiti) et les îles Marquises, en Polynésie française.
Assurant le transport des marchandises et des passagers, ils jouent un rôle vital dans le ravitaillement des îles Marquises et desservent également Fakarava et Rangiroa dans l'archipel des Tuamotu. Par ailleurs ils font aussi des croisières touristiques de quatorze jours et treize nuits depuis Papeete dans les îles citées.

## Navires

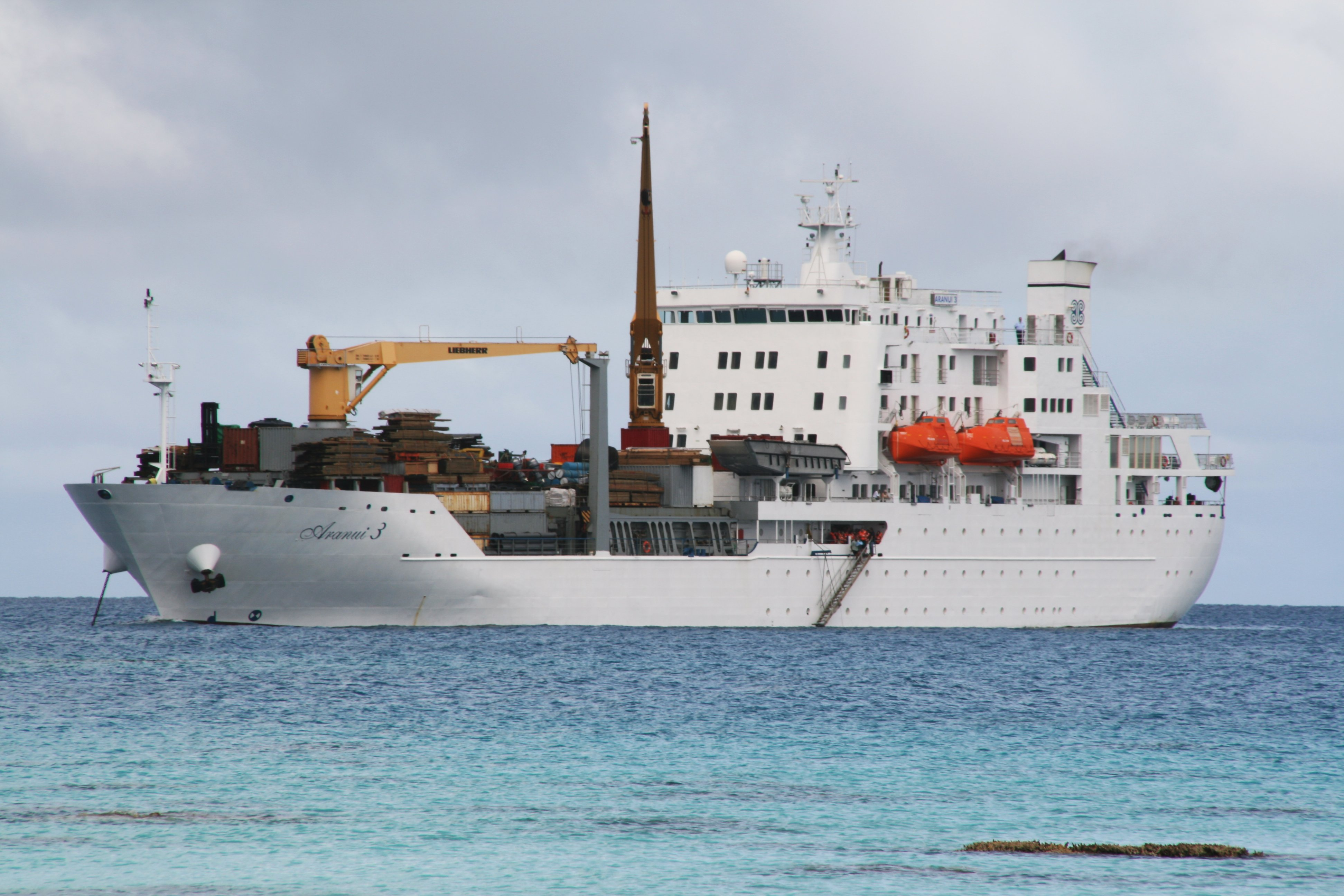
L’Aranui III à Fakarava en 2006

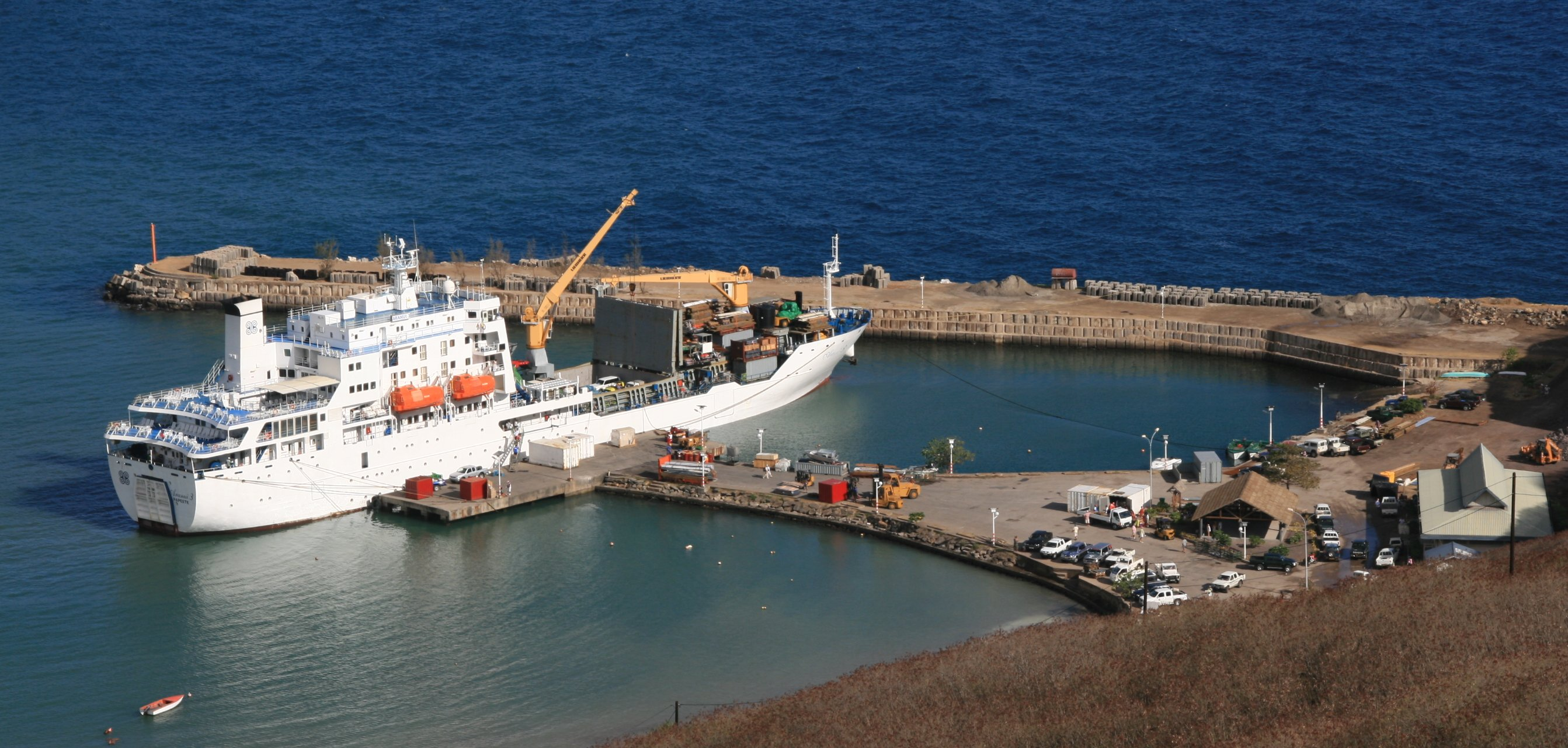
L’Aranui III au déchargement dans le port de Hakahau, Wapu, îles Marquises

Immatriculé 9245354, l’Aranui III qui a succédé à l’Aranui I et à l’Aranui II, a été construit en 2002 par les chantiers Severnav S.A. de Turnu Severin en Roumanie pour la CPTM, et livré avec son ingénieur-constructeur Gheorghe Nemeșu qui travaille toujours à bord et s'est établi en Polynésie française.
Mis en service sur la ligne en janvier 2003, l’Aranui III est un cargo mixte de 3 800 tonnes navigant sous pavillon français et pouvant accueillir 200 passagers. Long de 117 m (hors-tout) et large de 17 m avec 7 ponts, il a un tirant d'eau de 5,20 m et un tonnage de 7325 (brut) et 2197 (net). Sa machine diesel MAK 8M32 développe 3 840 kW et le navire peut filer à 15 nœuds.
En 2016 l’Aranui III a été remplacé par l’Aranui V construit par Huanghai Shipbuilding à Rongcheng, en Chine et inauguré le 8 décembre 2015 à Papeete. Le premier voyage a eu lieu de le 12 décembre 2015.
L’Aranui V a un déplacement de 10 488 tonnes, une longueur de 126 mètres, un tirant deau maximum de 5,2 m. Ses deux moteurs 8 M 32C MAK de 5200 chevaux lui permettent une vitesse maximale de 17 nœuds pour une vitesse de croisière de 15 nœuds. Il peut accueillir 295 passagers (répartis en 32 cabines Suite, 31 De Luxe, 40 Standard  et 5 Dortoirs) et 1 700 tonnes de fret.
En février 2021, l’Aranui VI est livré. Il s’agit d'un navire uniquement de croisière qui desservira les îles du sud.

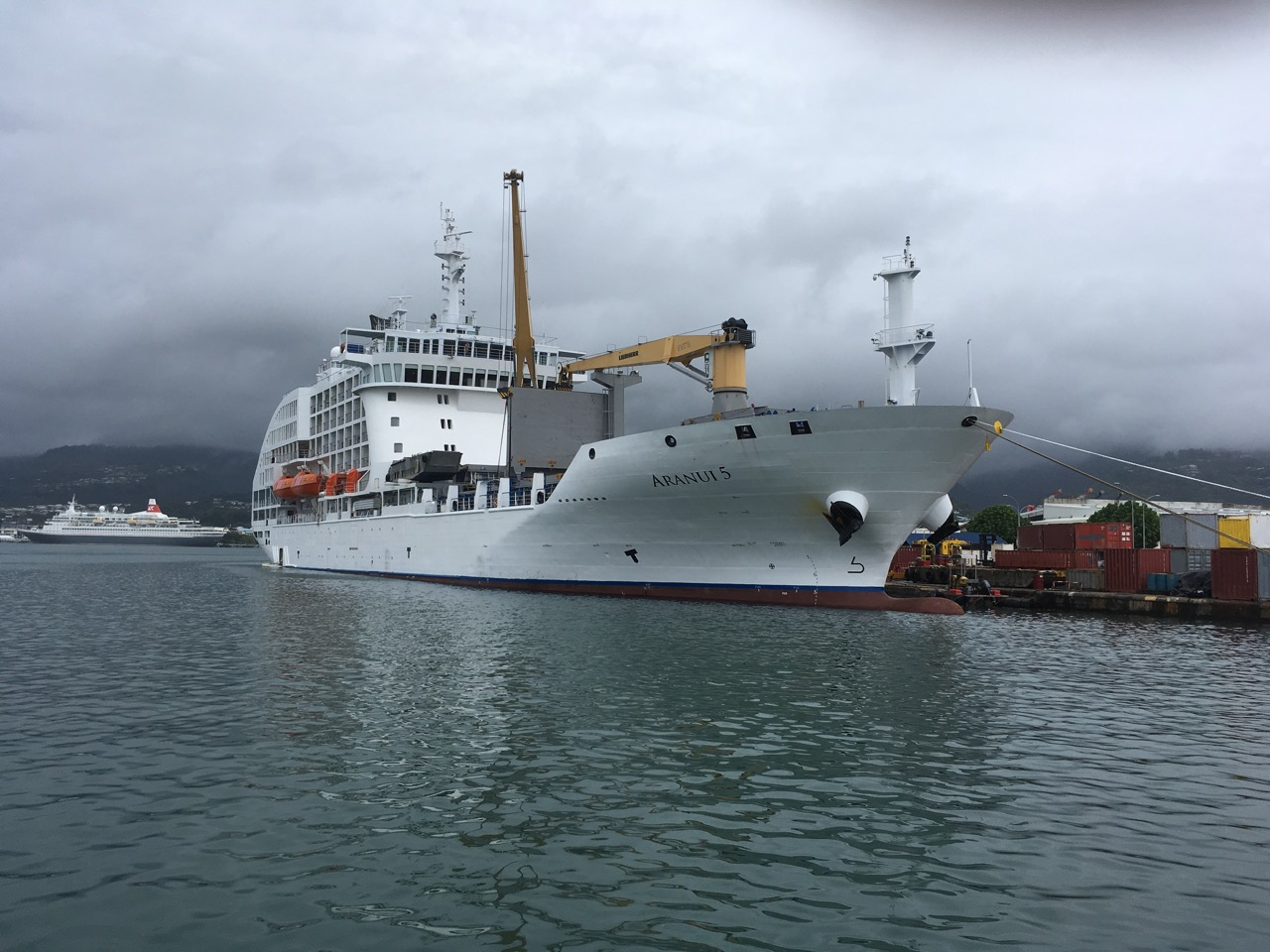
LAranui V à Motu Uta.

À l'occasion des Jeux olympiques d'été de 2024, dont les compétitions de surfs se déroulent en Polynésie française, à Tahiti, près de Teahupoo, l’Aranui V est utilisé pour loger les délégations et servir de village olympique flottant,.